# Верне (Торино)
Верне је насеље у Италији у округу Торино, региону Пијемонт.
Према процени из 2011. у насељу је живело 2 становника. Насеље се налази на надморској висини од 597 м.